# Patent o zrušení nevolnictví
Patent o zrušení nevolnictví byl výnos římského císaře a českého krále Josefa II. z 1. listopadu 1781, který pro české země zrušil nevolnictví, či jak je psáno v patentu „tělesné poddanství neboli člověčenství", a nahradil je „mírným poddanstvím podle příkladu zemí rakouských". Byla zrušena bezprostřední osobní závislost poddaných na vrchnosti, poddaný se stával osobně svobodným. Poddaní tak nově získali právo uzavírat manželství bez souhlasu vrchnosti, svobodně se stěhovat, odcházet pracovat a studovat i mimo hranice panství.
Poddaní však zůstali zavázáni vůči vrchnosti poslušností, vrchnostenské úřady byly i nadále nejbližší autoritou, jejímž prostřednictvím stát vykonával svou moc. Beze změny zůstala zachována povinnost roboty i naturální a peněžní závazky rolníků vůči vrchnosti, a to až do roku 1848.
Vydání patentu mělo značný význam pro hospodářský rozvoj Českých zemí v 19. století. Byl to také jeden z faktorů, který ovlivnil české národní obrození, když zvýšil mobilitu obyvatelstva a umožnil přesun venkovského obyvatelstva (zhusta česky mluvícího) do velkých měst (na konci 18. století silně germanizovaných). Na Slovensku byl podobný patent vydán roku 1785.

### Edice
- Archiv český XXV, s. 25–28 (Patent císaře Josefa II. z 1. listopadu 1781, kterým zrušeno jest nevolnictví, jinak člověčenství aneb tělesná poddanost [německý i český text]).